# Stronnictwo Katolicko-Ludowe
Stronnictwo Katolicko-Ludowe (od sierpnia 1919 roku Polskie Stronnictwo Katolicko-Ludowe) – polska centrowa partia polityczna o zabarwieniu konserwatywno-katolickim, odwołująca się do średniozamożnego i małorolnego elektoratu chłopskiego. Utworzone w 1914 roku przez biskupa tarnowskiego Leona Wałęgę jako przeciwwaga dla PSL „Piast”. 
Weszło w skład Polskiego Zjednoczenia Ludowego, w sierpniu 1919 roku ponownie usamodzielniło się jako Stronnictwo Katolicko-Ludowe. Było partią regionalną, posiadającą wpływy jedynie w środkowej Galicji. W Sejmie Ustawodawczym (1919–1922) miało 5 posłów. Zachowując autonomię weszło w skład BBWR. Organem prasowym stronnictwa był wydawany w Krakowie Lud Katolicki. 
Stronnictwo występowało z programem klerykalnym, głosząc, że jego celem jest obrona szerokich warstw ludowych przed demoralizacją, wyzyskiem, zwłaszcza ze strony stronnictw ludowych i podniesienie tych warstw pod względem kulturalnym i ekonomicznym. 
Czołowi działacze: Antoni August Matakiewicz, ks. Józef Lubelski, ks. Jan Czuj (prezes SKL), Ignacy Jasiński (prezes klubu poselskiego w Sejmie I kadencji).